# Pfarrzwang
Unter Pfarrzwang (bannus parochialis) versteht man die dem Kirchengemeindemitglied auferlegte Pflicht, bestimmte Seelsorge- und Amtshandlungen nur innerhalb der eigenen Pfarr- oder Kirchengemeinde vornehmen zu lassen.

## Katholisches Kirchenrecht
Der Pfarrzwang entwickelte sich aus den Bedürfnissen nach einer geregelten Ausübung der Seelsorge und dem Schutz des Amtseinkommens des Pfarrers. Bestimmte Amtshandlungen (wie Taufe, Eheschließung, Begräbnis) waren dem Pfarrer vorbehalten, der aus den dafür zu entrichtenden Stolgebühren sein Einkommen bezog.
Auf dem Vierten Laterankonzil wurde der Pfarrzwang kirchenrechtlich festgeschrieben. Danach musste jeder Gläubige wenigstens einmal im Jahr bei seinem eigenen Pfarrer die Beichte ablegen und die Kommunion empfangen. Außerdem war er angehalten, den Sonntagsgottesdienst in der eigenen Pfarrei zu besuchen. Das Konzil von Trient dekretierte die alleinige Zuständigkeit des Pfarrers für die Assistenz bei der Eheschließung.
Im CIC von 1917 wurde der Pfarrzwang für die feierliche Spendung der Taufe, des Viaticums, der Letzten Ölung sowie für die Verkündigung des Weihe- und Eheaufgebots, den Brautsegen, die Beerdigung, die Segnung der Häuser und des Taufwassers festgeschrieben (can. 462 CIC/1917).
Der CIC von 1983 sieht keinen Pfarrzwang mehr vor, betont jedoch die Regel, dass die Taufe, die Eheschließung und die Exequien in der eigenen Pfarrkirche erfolgen soll.

## Evangelisches Kirchenrecht
Der Pfarrzwang existiert auch im evangelischen Kirchenrecht. Nach dem Augsburger Religionsfrieden wurde eine flächendeckendes Netz von Parochien eingerichtet, in denen der Pfarrzwang galt. Die Einwohner der Parochien waren ausschließlich an den für die jeweilige Parochie zuständigen Seelsorger angewiesen, der je nach Territorium lutherischen, reformatorischen oder katholischen Bekenntnisses sein konnte. Dieses System hatte bis in das 19. Jahrhundert Bestand. In Preußen wurde der Pfarrzwang nach dem Allgemeinen Landrecht auf Angehörige des gleichen Bekenntnisses beschränkt, wodurch einheitliche Kirchengemeinden entstanden.
Heute ist der Pfarrzwang in den evangelischen Kirchen insofern ohne praktische Bedeutung, als er durch einen Entlassungsschein (Dimissoriale) umgangen werden kann.